# Museo del Atlántico
El Museo del Atlántico es un escenario cultural de Barranquilla, Colombia, dedicado a salvaguardar la historia y la cultura del departamento del Atlántico. Se encuentra ubicado en la calle 35 (San Blas), con carrera 39 (Ricaurte), en la edificación donde funcionó por muchos años la gobernación del Atlántico. Fue pre inaugurado el 20 de septiembre de 2011 por el gobernador Eduardo Verano de la Rosa e inaugurado oficialmente el 27 de diciembre de 2011. La inversión del proyecto fue de 6 000 millones de pesos colombianos.
En la edificación restaurada funcionan también sedes de organizaciones culturales, posee un auditorio para 450 personas, salas de exhibición de obras de arte, el Museo de Historia Natural del Caribe y el Atlántico, una exhibición pictórica permanente del departamento, un área antropológica de los orígenes del departamento del Atlántico, y otra sección donde se exhiben objetos de colección y documentos históricos donados por los exgobernadores del departamento.
La museografía e imagen corporativa estuvo a cargo de Carlos Alberto Báez y Jorge Andrés Silva, por medio del estudio de diseño MOLE.

## Historia
El edificio fue la residencia del banquero Víctor Dugand. Posteriormente fue adquirido por el general Gabriel Martínez Aparicio. Desde 1921 fue sede de la gobernación del Atlántico hasta 1963, cuando el entonces gobernador Próspero Carbonell McCausland trasladó la sede a otra edificación. Funcionaron también allí la Asamblea, la Beneficencia del Atlántico y el Cuerpo de Bomberos.
En 2005 empezó el rescate parcial de la edificación, fue totalmente restaurada durante la Gobernación de Eduardo Verano de la Rosa y convertida en museo.